# CM (canal de televisión)
CM es un canal de televisión por cable musical argentino operado por Grupo Olmos. Fue fundado por el empresario Héctor Ricardo García dueño del diario Crónica.

## Historia
Fue lanzado el 4 de abril de 1996, como «Crónica Musical» como canal complementario de Crónica TV para emitir los recitales que organizaba el canal principal de «CM, el canal de la música».
Desde finales de diciembre de 2020, retransmite parte de la programación del canal Unife.

## Conductores
- Paola Prenat
- Walter Leiva
- Valentín Samsón
- Nara Yoli
- Carucha Podestá
- Agustín Nanni
- Ernesto Nanni